# Wolfsberg, Ilmenau
Wolfsberg är var en kommun fram till 6 juli 2018 när den uppgick i staden Ilmenau i Ilm-Kreis i förbundslandet Thüringen i Tyskland. Kommunen Wolfsberg hade 2 918 invånare 2018. Kommunen grundades 1 april 1974 genom en sammanslagning av Gräfinau-Angstedt, Wümbach och Bücheloh.